# Applausus (Haydn)

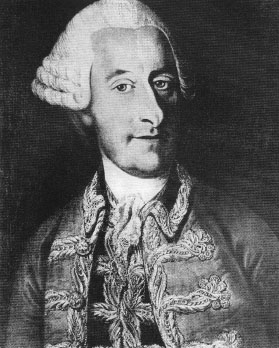
J. B. Grundmann: Haydn in Fürst Esterházyscher Uniform (1768)

Der Applausus von Joseph Haydn (Hob. XXIVa: 6) aus dem Jahr 1768 ist eine allegorische Kantate für fünf Solisten, Chor und Orchester. Sie wurde von den Patres des Zisterzienserstifts Zwettl zum 50-jährigen Profess-Jubiläum ihres Abtes Rainer I. Kollmann beim Komponisten bestellt und am 17. April des Jahres uraufgeführt. Ebenfalls als Geschenk zu diesem Anlass erwarben die Gratulanten den umfangreichen Zwettler Tafelaufsatz in der kaiserlichen Porzellanmanufaktur von Wien, der sich heute im Museum für Angewandte Kunst Wien befindet. Weiters gaben sie ein repräsentatives Porträt des Abtes bei Josef Hauzinger in Auftrag.

## Anlass, Werktradition
Seit der Mitte des 17. Jahrhunderts wurden hohe Würdenträger des Habsburger Reichs zu feierlichen Anlässen, Jubiläen oder Jahrestagen mit Huldigungskompositionen bedacht, die Trionfi, Cantata Allegorica oder auch Applausus hießen. Ihr Umfang war bedeutend und konnte sich mit den gleichzeitigen Opera seriae messen. Anstatt in verschiedene Akte gliederte sich ein solches Werk zumeist in mehrere Teile, hatte ebenfalls mehrere (allegorische) Protagonisten, sowie Chor und Orchester, die in Rezitativ und Arien, teilweise auch im Duett oder Quartett das Lob des Jubilars oder der Jubilarin sangen. Anders als der Prologue der französischen Tragédie lyrique oder die Licenza in der höfischen Oper, war ein Applausus ein Werk sui generis, das eigenständig bestehen konnte, wenn auch nur zu diesem einen Anlass. Der Aufwand dafür war trotz seines repräsentativen Charakters immer noch geringer als bei einer theatralen Opernaufführung, für die eigene Bühnenarchitekten engagiert werden mussten, und deren Ausstattung, Kostüme und Sänger enorme Summen verschlangen, weshalb diese Tradition in den Stiften und Klöstern wohl auch länger in Verwendung bleiben konnte.
Der Applausus, für dessen Vertonung man Joseph Haydn ausgewählt hatte, sollte zur Feier des 50-jährigen Profess-Jubiläums von Rainer Kollmann am 17. April 1768 vorgetragen werden. Von den über 600 Gulden, welche die Gratulanten für ein Geschenk gesammelt hatten, erhielt der Komponist 100 fl, was einem Viertel seines damaligen Jahresgehalts beim Fürsten Esterhazý entsprach.

## Libretto
Das Libretto wurde häufig vom „Hauspoeten“ eines Stiftes, in diesem Fall vom Prior P. Placidus Assem (insignis et indefessus scriptor) verfasst, der den Abt vor Ort vertrat, wenn sich Rainer Kollmann im Zwettler Hof von Wien oder auf Reisen befand. Es haben sich von P. Placidus zahlreiche Werke in zwei handschriftlichen Bänden, Analecta Rhetorica, in der Stiftsbibliothek erhalten, darunter auch der Applausus „Jubilaeum Virtutis Palatium“, den Haydn vertonte. 
Ein Prunkexemplar des Textes für den Jubilar in gelbem Atlas eingebunden enthält das Datum der Aufführung: 17. April 1768, im altrömischen Kalender verfasst: „XV. Kalend. Maji“, der die Distanz bis zu den Kalenden des Mai angibt.
Es treten in diesem Drama die vier Kardinaltugenden auf, Temperantia, Prudentia, Justitia und Fortitudo. Sie  preisen den Abt und seinen Wohnort in höchsten Tönen. Sekundiert werden sie von der Figur der Theologia (Sapientia), die ihrerseits das Geschehen von einer fünften Warte aus kommentiert. Der Text ist in Latein gehalten, wie es im kirchlichen Zusammenhang Brauch war. P. Placidus hat das Werk in acht Szenen gegliedert, die, der Tradition entsprechend, jeweils aus Rezitativ und Arie bestehen. Die Rezitative sind ihrem erzählerischen ductus entsprechend in freier, die Arien in gebundener Form verfasst.

## Komposition

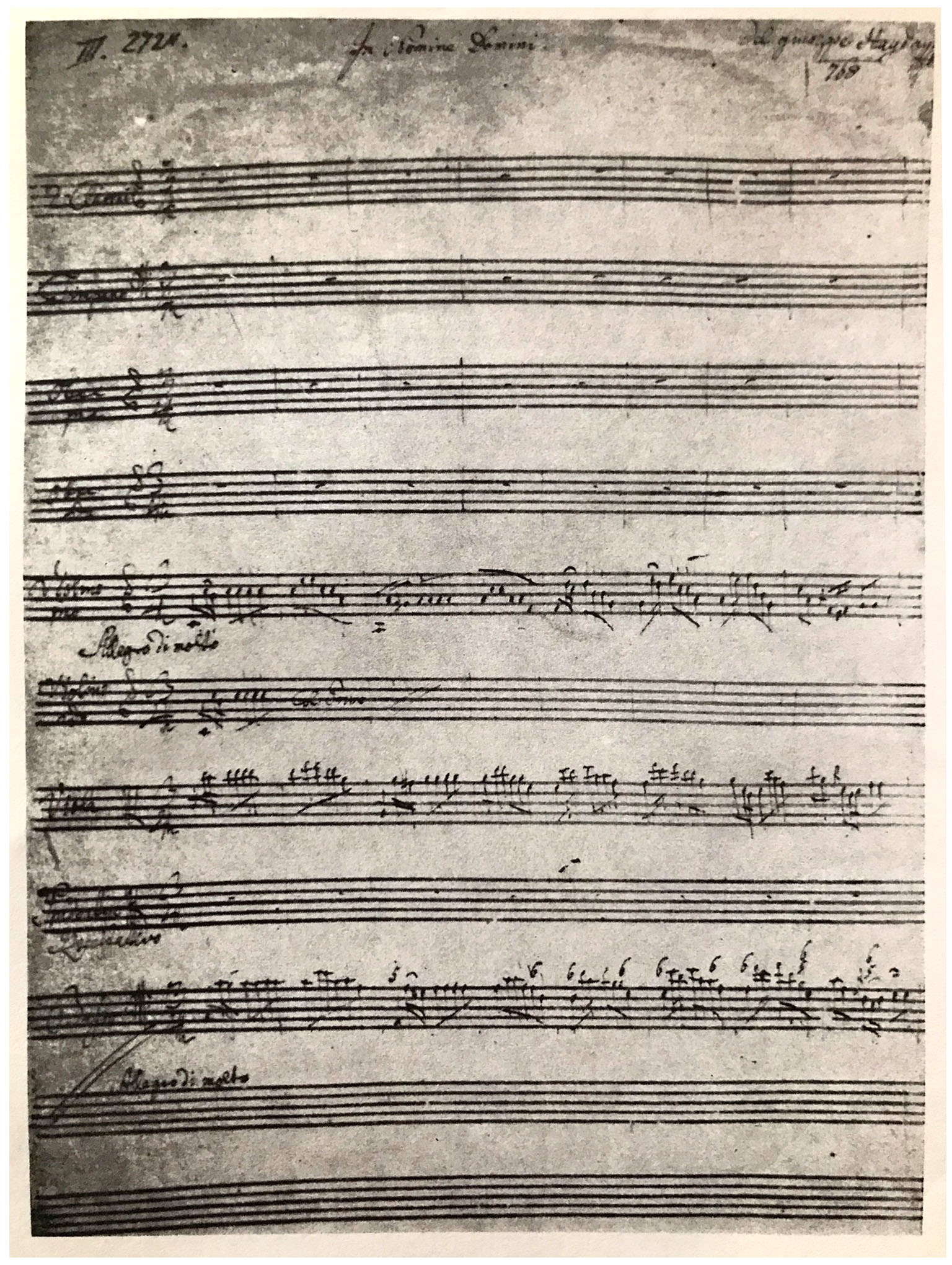
Joseph Haydn; Applausus (Autograph, 1. Seite)

Wer die Verbindung der Patres von Zwettl zum aufstrebenden Kapellmeister der Esterhazys hergestellt haben könnte, ist noch nicht zweifelsfrei geklärt. Vermutlich aber wurde er auf Vermittlung Johann Nepomuk Paul Werners (1734–1799), dem Sohn des Esterházyschen Kapellmeisters Gregor Josef Werner, der ab 1760 in Zwettl als Sängerknabenpräfekt und Regens chori wirkte, angesprochen.
Der junge Joseph Haydn hat dem Text des Priors eine großformatige Komposition von strahlender Heiterkeit in C-Dur angemessen. Seine Vorbilder, die beiden Huldigungskantaten von Johann Georg Zechner aus den Jahren 1746 und 1753, an deren Formverlauf er sich weitgehend orientierte, unterscheiden sich jedoch bereits in der Instrumentation. Während Zechner dem festlichen Anlass angemessen ebenfalls Pauken und Trompeten, im Verbund mit Traversflöten und Posaunen (1746), bzw. mit Hörnern, Traversflöte und Gambe (1753) verwendet, lässt Haydn mit Oboen und Fagott aufhorchen, vielmehr aber noch mit der konzertanten Begleitung der E-Dur-Arie Nr. 4 (O pii Patriae!) durch ein Solo-Cembalo und der D-Dur-Arie Nr. 7 (O beatus incolatus!) mit Solo-Violine für die vom Tenor gesungene Figur der Justitia, die im Gesamtgefüge wie eingestreute Konzerte wirken. Der Tenor, als Kapellmeister des musizierenden Knabenchors im Stift, war zumeist auch der versierteste Musiker, dem solcherlei Virtuosität zugedacht wurde.
Die eigentliche Ouvertüre des Werks ist denkbar kurz gehalten, denn sie besteht nur aus der Accompagnato-Einleitung zum Eröffnungsrezitativ, die den sonnigen, heiteren und von festlichem Glanz – durch Pauken und Trompeten – geprägten Ton des Werks anklingen lässt. Haydn selbst hatte vor, dieser Einleitung die beiden ersten Sätze einer Symphonie voranzustellen, die er dem Stift zusenden wollte. Dazu ist es jedoch nie gekommen. Auf der Suche nach Symphonien der gleichen Tonart und Besetzung aus der Entstehungszeit gibt es zwar einige Werke zur Auswahl (Nr. 32, 33, 37, 41), zumeist wird jedoch auf die Symphonie Nr. 38 zurückgegriffen, und ihre beiden ersten Sätze, Allegro und Andante, vorangestellt, bevor die vier Tugenden ihr Vorhaben und sich selbst im Rezitativ vorstellen. Als erste Arie folgt deshalb auch ihr gemeinsames Quartett „Virtus inter ardua“.
Diese formvollendete Geste findet sich in keinem der Werke Zechners, und es ist eine elegante Wendung, um die Aufmerksamkeit auf den Auftritt der Theologia/Sapientia zu lenken, die die Nr. 2 Rezitativ und Arie „Non chymaeras somnitatis“ allein bestreitet, da sie das Tugend-Quartett bestehend aus Mäßigung, Weisheit, Gerechtigkeit und Stärke gewissermaßen von außen kommentiert.
Alle übrigen Rezitative werden gemeinschaftlich, im Dialog, zu dritt oder auch zu viert ausgeführt, was in der Form eines Orchester getragenen Accompagnato natürlich zu größerer Lebendigkeit im Geschehen beiträgt. Dies dient jedoch nur als Vorhang, Einführung und als dramatische Schilderung des Geschehens (in diesem Fall eines abstrakten Zustands) bis zur Übergabe an den, bzw. die Solisten in ihren ausladenden Da-Capo-Arien, die alle musikalische Aufmerksamkeit über weite Zeiträume in immer neu verzierten Wiederholungen ihrer A- und B-Teile auf sich lenken. Je nach Aufführung kann allein die zweite Arie der Justitia mit Violin-Solo, Nr. 7, schon einmal achtzehn Minuten dauern, und hinterlässt die Zuhörer trotz des überaus zart gehaltenen Charakters dieser Arie in einem sich steigernden musikalischen Hochgefühl, das – wäre die Darbietung im Opernhaus und der Sänger vorzüglich – in einem Beifallsorkan ausklingen würde.
Die größte gestalterische Kunst in einem so umfangreichen Werk wie dem Applausus besteht allerdings im Aufrechterhalten des Spannungsbogens über die Dauer des gesamten Zeitraums, was sowohl für die Musiker wie auch das Publikum unerlässlich ist. Und obwohl Haydn mit dieser Technik noch keineswegs so vertraut war, wie in späteren Jahren – er hatte erst zwei kleinere Bühnenwerke, Acide (1763) und La canterina (1766) verfasst – legt er das gesamte Gewicht der Gestaltung auf die wechselnden Charaktere der Protagonisten und schafft dadurch die entscheidenden Kontraste im musikalischen Verlauf.
Ensemble-Arien wechseln mit Solo-Arien, die von unterschiedlichsten Instrumenten in ihrem würdigen, sanften, mächtigen oder feierlichen Gebaren begleitet werden. Herausragend die Bass-Arie der Fortitudo, mitreißend beschwingt, kraftvoll im Ausdruck durch das Potential ihrer ungeheuren Sprünge, doch ebenso mitfühlend, wenn es um die Ausstrahlung der sanftesten Ruhe geht (suggeret ducissimam mens tranquillitatem). Dies ist die Arie, die vor der ganz in sich versunkenen und von keinem Sturm der Seele berührten Darbietung der Es-Dur-Arie der Temperantia (Nr. 6) steht, damit die Qualität der Mäßigung auch wirklich zur Kenntnis aller Beteiligten gelangt. Doch noch ist das Ziel der Vereinigung aller im gemeinschaftlichen Chor nicht erreicht, zuvor bietet Haydn der Justitia ein zweites Mal die Bühne (Nr. 7), diesmal im Verbund mit der innigen Solo-Violine, die den Glanz des Jubilars im Duett von Tenor und Geige widerspiegelt.

## Mitwirkende
Getragen wurde die musikalische Aufführung im Normalfall vom stiftseigenen Orchester und Chor, geleitet vom Tenor als Instruktor der Knaben. Ob man zusätzlich teure Solisten einstellen konnte für die Aufführung, ist nicht bekannt. Das Vorhaben einer solchen Aufführung war sehr ambitioniert, und möglicherweise waren die Sorgen des Komponisten nicht unberechtigt, ob die heimischen Kräfte seine musikalischen Vorstellungen auch würdig umsetzen könnten. Doch darüber haben sich keinerlei Quelle erhalten, und so kann man nur vermuten, dass das Festkollegium von der Aufführung ganz gewiss einen starken und prägenden Eindruck gewinnen konnte, der den Feiertag zu einem Ereignis werden ließ.

## Orchester
- 2 Oboen,  Fagott, 2 Hörner, 2 Trompeten, Pauken, Orgel (Bass), Streicher (+ Solo-Violine), Solo-Cembalo.

## Begleitbrief
Zu keinem Zeitpunkt hat Joseph Haydn sich so detailliert zur Aufführung seiner Werke geäußert wie im Begleitbrief zum Applausus für Zwettl. Ausgelöst wurde das Schreiben dadurch, dass er offenbar erstmals ein Werk für ihm unbekannte Musiker zu verfassen hatte, deren klangliche, stimmliche und musikalische Versiertheit er nicht einzuschätzen vermochte, was er auch in den späteren Jahren, wenn irgend möglich, zu vermeiden suchte. Dass ihn dieser Umstand mit sichtlichem Unbehagen erfüllt hat, bemerkt er darin mit ungewohnter Schärfe. Vermutlich war es zu diesem Zeitpunkt nicht möglich, den Dienst beim Fürsten auszusetzen, denn dieser wollte seinen Kapellmeister gern täglich um sich haben. Haydns spätere Laufbahn zeigt immer wieder, wie genau er die Vokalpartien den Sängern anmaß, und auch, wie er von den Fähigkeiten seiner Instrumentalisten zu besonderen orchestralen Farbgebungen inspiriert wurde, und wie er diese seinerseits zu Höchstleistungen anzuspornen verstand. All das fehlte ihm in diesem Fall – weder die Qualitäten der Kapellknaben des Stiftes, die musikalische Versiertheit des tenoralen Musikdirektors und auch nicht die Möglichkeiten der vorhandenen Instrumente und ihrer Interpreten konnte er einschätzen.
So war er genötigt, die ihm besonders wichtigen Interpretationshinweise verbal festzuhalten, was für die Nachwelt eine höchst seltene, authentische Quelle für jedes Musizieren seiner Werke darstellt. Er legte besonderen Wert auf genaue Beachtung des Tempos (kein Schleppen) und der Lautstärkeanweisungen (auch dass der Copist nicht vielleicht die eine oder andere Bezeichnung in den einzelnen Stimmen vergesse!), sowie der genaue Eintritt des Orchesters in Bezug auf die Gesangssolisten, die ihrerseits nicht allfällige Endsilben verschlucken mögen und auch sonst auf besondere Wortdeutlichkeit zu achten hätten. Die gebundenen Wendungen (Ligaturen) sollten nicht mit mehrfach abgesetztem Bogen gespielt, und die Umblätterstellen nicht für mehrere Streicher am selben Ort eingetragen werden. 3 bis 4 Proben wünschte er sich für das gesamte Werk und ermahnte alle Beteiligten noch einmal ausdrücklich, zu ihrer eigenen Ehre (und zu der der anwesenden hohen Festgäste) den Notentext mit größtmöglicher Akkuratesse auszuführen.

### Abschrift
[1768]
Weilen ich bey diesen Applaus nicht selbst zu gegen seyn kann, habe ein und andere Erklärungen vor nötig gefunden, und zwar
Erstens           bitte ich, daß das Tempo in allen Arien und Rezitativen genau in Obacht genommen werde, und da der ganze Text applaudierend, ist mir lieber, wann ein und anders Allegro etwas schärfer wie sonst gewöhnlich tractieret wird, besonders im allerersten Ritornello und in ein und anderen Rezitativen; wie nicht minder in denen 2 Baß-Arien.
2tens               ist von der Sinfonie nichts anderes zu machen notwendig als ein Allegro und das Andante, indem das erste Ritornell statt den letzten Allegro dienet. Wenn mir der Tag der Produktion bewußt wäre, würde vielleicht bis dahin eine neue Sinfonie überschücken.
3tens               ist in denen akkompagnierenden Rezitativen wohl zu observieren, daß das Akkompagnement nicht eher hereintrete, als bis der Sänger vollkommen den Text abgesungen, obwohlen sich das Kontrarium in der Spartitur öfters zeiget, als z. E. am Anfang bei den repetierten Wort Metamorphosis, wo die Stimmen auf -phosis ihren Anschlag haben, muß ungeacht dessen die letzte Silbe von den Rezitierenden vollkommen gehöret werden, alsdann aber geschwind den Einfall machen; dann es würde sehr lächerlich sein, wann man den Sänger das Wort von Mund herab geigete und von selben nichts anderes als qua Metamor verstünde: Dieses aber lasse ich den Cembalisten über, und nach ihme müssen sich alle andere richten: NB: Unsere Gelehrte in Eisenstadt, deren zwar sehr wenig, disputierten sehr über das Wort Metamorphosis, einer wollte die vorletzte Silbe kurz, der andere aber lang, ungeachtet aber in welscher Sprach Metamorphósi gesagt wird, habe doch in latein jederzeit gehöret Metamorphōsis, sollte ich geirret haben, wäre dieser Fehler leicht zu verbessern.
4tens               daß die forte und piano durchgehends richtig geschrieben, und selbe in ihren Wert genau betrachtet werden, dann es ist ein sehr großer Unterschied zwischen piano und pianissimo, forte und fortiss., zwischen crescendo und forzando und dergleichen. Es ist auch zu merken, daß wann in der Spart ein forte oder piano nicht bei allen Stimmen ausgesetzt, diesen Mangel der Kopist bei Abschreibung ersetzen soll.
5tens               Weil ich mich in verschiedenen Akademien öfters geärgeret über manchen Geiger, welcher da die so genannten Ligaturen, als eine der schönsten Figuren in der Musik, so jämmerlich geschändet und die ligatierte Note, so mit der vorhergehenden zusammengezogen sein sollte, mit Wiederaufhebung des Bogens kurz abgestoßen, rekommendier ich dieses den Primier-Violinisten: Es würde dannenhero albern sein, wenn man (wie in 47ten Takt zu sehen) anstatt
[NB 1]

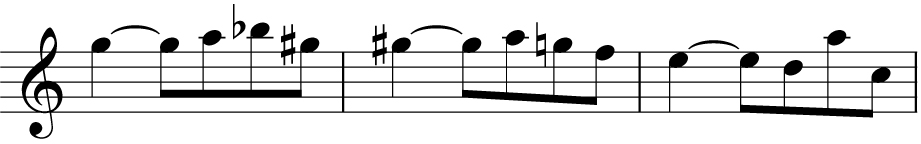
NB 1

da die 2 erste Noten einen Strich erfordern, auf solche unangenehme und fehlerhafte Art als z. E.
[NB 2]

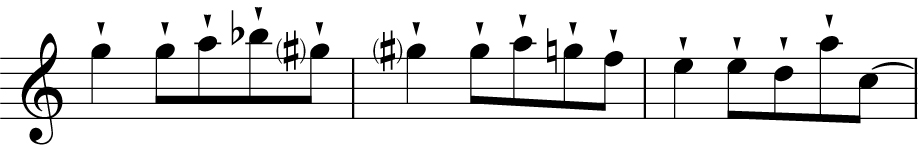
NB 2

alles gestoßen, als ob keine Ligatur vorhanden, abspielete.
6tens                bitte, daß beständig ihrer zwei die Viola spielen, dann die Mittelstimm erfordert in manchen Fällen mehr gehöret zu werden als die Oberstimm, man wird auch in allen meinen Kompositionen sehen, daß selbe selten mit den Bass anhergehet.
7tens               Wenn die Violinstimmen doppelt müssen geschrieben werden, solle der Kopist trachten, daß nicht alle zu gleicher Zeit umwenden müssen, dann dieses nimmt bey einer schwach besetzten Musik viele Kraft hinweg. Er solle auch bei denen Da-Capo-Zeichen sich in Obacht nehmen und derohalben eine Prim-Violinstimm schreiben, so wie die Spartitur aufweiset, der anderen aber kann selber zwei Takt, so nach diesen Zeichen Dal Segno folgen, noch hinzusetzen und alsdann das Zeichen an sein gehöriges Ort machen.

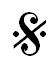
Dal Segno

8tens             recommendiere ich vor allen denen zwei Knaben [Solosänger] eine gute Aussprach, langsam in Rezitativen, damit man jede Silbe verstehen kann, ingleichen die Art des Gesanges im Rezitieren, z. E.
[NB 3]
muß also gesungen werden:
[NB 4]
und nicht
[NB 5]

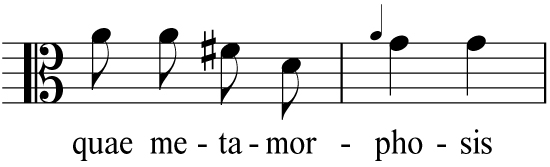
NB 3

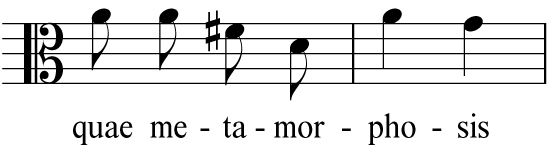
NB 4

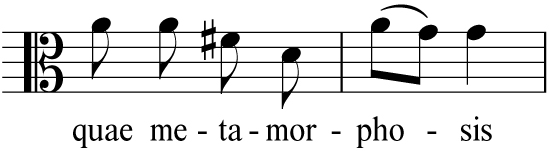
NB 5

sondern die vorletzte Note g bleibet vollkommen aus, und auf solche Art in allen übrigen Fällen: Ich verlasse mich dessen auf die Geschicklichkeit des Herrn Tenoristen, so denen Knaben hierinfalls alle Anweisung geben wird.
9tens               verhoffe ich wenigstens von den ganzen Werk 3 oder 4 Proben.
10tens             In der Sopran-Aria kann allenfalls der Fagott ausbleiben, jedoch wäre es mir lieber, wann selber zugegen wäre, zumalen der Baß durchaus obligat, und schätze jene Musik mit denen 3 Bassen, als Violoncello, Fagott und Violon, höher als 6 Violon mit 3 Violoncello, weil sich gewisse Passagen hart distinguieren.
Letztens
Bitte jeden besonders von denen Herrn Musicis, um meine und ihre eigene Ehre zu befördern, ihren möglichsten Fleiß anzuwenden: Sollte ich etwan mit meiner Arbeit den Geschmack derselben nicht erraten haben, ist mir hierinfalls nicht übelzunehmen, weil mir weder die Personen, noch der Ort bekannt sind, die Verhehlung dessen hat mir in Wahrheit diese Arbeit sauer gemacht; übrigens aber wünsche ich, daß dieser Applausus sowohl dem Herrn Poeten und denen wertesten Herrn Tonkünstlern als auch dem Hochlöblichen Auditorio gefallen möge, der ich mit größter Veneration allerseitig geharre
Dero gehorsamster Diener Giuseppe Haydn.
Maestro di Cpe: die Sua Alt: Sere: Prencipe d’Estorhazy

## Aufführung

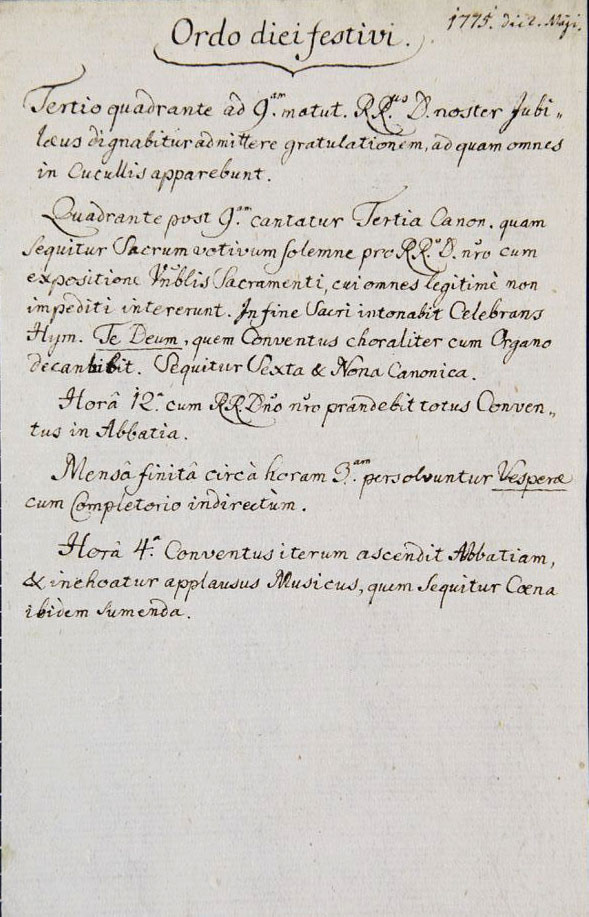
Einlageblatt zur Aufführung eines Applausus in Zwettl vom 2. Mai 1775

Die Aufführung fand wie vorgesehen am 17. April des Jahres 1768 im Bankettsaal des Stiftes Zwettl statt, Zeugnisse dieses Festtages haben sich keine erhalten.